# Fuerza Operativa Rápida Europea
La Fuerza Operativa Rápida Europea o Eurofuerza Operativa Rápida (Eurofor) fue una fuerza terrestre multinacional europea de reacción rápida. Las tropas que formaban parte de esta fuerza eran de cuatro países europeos: España, Francia, Italia y Portugal.
Tenía una cúpula permanente capaz de comandar distintas operaciones que incluyan pequeñas divisiones de respuesta inmediata. Se formó en el año 1995, y respondía directamente a la Unión Europea Occidental. Tenía como principal objetivo cumplir con las Tareas Petersberg, que eran generalmente misiones del tipo humanitarias, y de pacificación. Con la aparición de la Unión Europea, la Eurofor se convirtió en una parte importante del Política Común de Seguridad y Defensa.
La creación de la Eurofor procede de una iniciativa para la formación de una fuerza marítima tripartita hispano-franco-italiana, surgida en la reunión de ministros de Defensa celebrada en Roma en 1992. Posteriormente esta idea básica dio lugar a dos proyectos, el marítimo propuesto inicialmente, que se convirtió en la Fuerza Marítima Europea (EUROMARFOR), y otro terrestre, el de la Eurofuerza Operativa Rápida (Eurofor). Ambas fuerzas se crearon oficialmente en la Declaración de Lisboa, firmada por los ministros de Asuntos Exteriores y de Defensa de España, Francia e Italia, con ocasión del Consejo Ministerial de la Unión Europea Occidental (UEO) del 15 de mayo de 1995. En el mismo acto, se suscribió la participación de Portugal en las dos fuerzas desde el comienzo de su desarrollo.
La Eurofor inició su andadura el 2 de octubre de 1995 en el acuartelamiento Predieri de Florencia (Italia), en el que un año después finalizó el establecimiento de su Cuartel General. Fue declarada fuerza con operatividad completa en 1999. Con el tiempo se transformó en un grupo de combate y se disolvió en 2012.

## Misiones
Eurofor se vio involucrada en dos conflictos, uno en Albania, y otro en República de Macedonia.
"misión Albania", fue en respuesta a la crisis de refugiados que asoló a ese país tras la Guerra de Kosovo. El despliegue inicial de la operación fue realizado por las fuerzas de la OTAN, y una vez que éstas entraron en Kosovo, la misión de Eurofor además incorporó la tarea de defender las líneas de abastecimiento de la OTAN a través de Albania.
"Misión Macedonia" fue conducida bajo el ala de la Unión Europea. Formalmente, transformó 
a Eurofor en la respuesta directa de la Unión Europea en lo que a seguridad respecta. La operación comenzó el 31 de marzo de 2003, cuando las autoridades Macedónicas solicitaron asistencia para establecer la seguridad interna de dicho país. La misión terminó formalmente el 15 de diciembre de 2004

## Desaparición
El Cuartel General de la Fuerza Operativa Rápida Europea (Eurofor), ubicado en la ciudad italiana de Florencia, fue clausurado el 14 de junio de 2012 en una ceremonia presidida por los jefes de Estado Mayor de la Defensa (JEMAD) de los cuatro países miembros: España, Francia, Italia y Portugal. También asistieron representantes de los respectivos Ministerios de Asuntos Exteriores. Por parte española, estuvieron presentes el JEMAD, almirante general Fernando García Sánchez, y la subdirectora general de Seguridad y Operaciones de Mantenimiento de la Paz, Elena Gómez.
Por acuerdo de los cuatro países, el 2 de julio dejó de existir oficialmente la Eurofor, cuyo Cuartel General estaba compuesto, en el momento de su disolución, por 82 militares, de los que 17 eran españoles. La evolución de la Política Común de Seguridad y Defensa de la Unión Europea y la reducción de la estructura militar de la OTAN (para adaptarse al entorno estratégico y a las actuales restricciones presupuestarias) han llevado a las cuatro naciones participantes a adoptar esta decisión. No obstante, segue existiendo la Fuerza Marítima Europea (Euromarfor), que lidera la operación "Atalanta" de lucha contra la piratería en aguas próximas a las costas de Somalia.
La Eurofor, creada el 15 de mayo de 1995, fue inaugurada oficialmente por los ministros de Defensa de España, Francia, Italia y Portugal el 9 de noviembre de 1996. En la misma ceremonia tomó posesión como jefe el general Juan Ortuño, que permaneció dos años en el puesto. En noviembre de 2004 volvió a corresponder el mando a un español, el general Fernando Sánchez-Lafuente. Desde su creación, la Eurofor ha participado en tres operaciones, desarrolladas en Albania (2000-2001), Macedonia (2003) y Bosnia-Herzegovina (2006-2007).